# Stenopterygia gabonensis
Stenopterygia gabonensis är en fjärilsart som beskrevs av François Louis Nompar de Caumont de Laporte 1974. Stenopterygia gabonensis ingår i släktet Stenopterygia och familjen nattflyn. Inga underarter finns listade i Catalogue of Life.